# 내 심장을 쏴라
《내 심장을 쏴라》는 2015년에 개봉한 대한민국의 영화로, 정유정의 동명 소설을 원작으로 한다.

## 캐스팅
- 이민기 : 류승민 역
- 여진구 : 이수명 역
- 유오성 : 최기훈 역
- 김정태 : 김용 역
- 김기천 : 만식 역
- 신순기 : 십운산 선생 역
- 송영창 : 렉터 원장 역
- 박충선 : 우울한 청소부 역
- 박두식 : 점박 역
- 한혜린 : 윤보라 역
- 이윤건 : 류재민 역
- 이화영 : 현선의 어머니 역
- 이규섭 : 작업반 1 역
- 이준혁 : 거리의악사 역
- 김재화 : 버킹엄공주 역
- 최재섭 : 땅딸이 역
- 진용욱 : 거시기 역
- 김보라 : 은이 역
- 곽순우 : 한이 역
- 양승걸 : 유원지소장 역
- 홍석연 : 정문경비 1 역
- 장리우 : ECT간호사 역
- 정규수 : 인권위원장 역 (특별출연)
- 정유정 : 정신과전문의 역 (특별출연)
- 엄효섭 : 이수명의 아버지 역 (특별출연)
- 김구택 : 영덕 역 (특별출연)
- 정지영 : 라디오 아나운서 역 (특별출연)

## 수상
- 2015년 제4회 마리끌레르 영화제 루키상 - 여진구